# Lijst van voetbalinterlands Dominica - Guyana
Deze lijst van voetbalinterlands is een overzicht van alle officiële voetbalwedstrijden tussen de nationale teams van Dominica en Guyana. De landen speelden tot op heden vijf keer tegen elkaar. De eerste ontmoeting, een kwalificatiewedstrijd voor de Caribbean Cup 2001, werd gespeeld in Georgetown op 6 april 2001. Het laatste duel, een kwalificatiewedstrijd voor de Caribbean Cup 2014, vond plaats op 3 september 2014 in Basseterre (Saint Kitts en Nevis).

## Wedstrijden
| № | Plaats     | Datum             | Competitie                      | Wedstrijd         | Uitslag |
| - | ---------- | ----------------- | ------------------------------- | ----------------- | ------- |
| 1 | Georgetown | 6 april 2001      | Caribbean Cup 2001 kwalificatie | Guyana – Dominica | 2 – 0   |
| 2 | Linden     | 30 september 2005 | Vriendschappelijk               | Guyana – Dominica | 3 – 0   |
| 3 | Georgetown | 2 oktober 2005    | Vriendschappelijk               | Guyana − Dominica | 3 − 0   |
| 4 | Georgetown | 8 augustus 2008   | Caribbean Cup 2008 kwalificatie | Guyana − Dominica | 3 − 0   |
| 5 | Basseterre | 3 september 2014  | Caribbean Cup 2014 kwalificatie | Dominica − Guyana | 0 − 0   |

## Samenvatting
| Competitie                 | Totaal gespeeld | Winst Dominica | Gelijk | Winst Guyana | Doelsaldo Dominica – Guyana |
| -------------------------- | --------------- | -------------- | ------ | ------------ | --------------------------- |
| Caribbean Cup-kwalificatie | 3               | 0              | 1      | 2            | 0 − 5                       |
| Vriendschappelijk          | 2               | 0              | 0      | 2            | 0 − 6                       |
| Totaal                     | 5               | 0              | 1      | 4            | 0 − 11                      |

DFA · 
Vrouwenvoetbalelftal van Dominica
Interlands
Tegenstander:
Amerikaanse Maagdeneilanden ·
Anguilla ·
Antigua en Barbuda ·
Aruba ·
Bahama's ·
Barbados ·
Bermuda ·
Britse Maagdeneilanden ·
Canada ·
Cuba ·
Dominicaanse Republiek ·
Grenada ·
Guatemala ·
Guyana ·
Haïti ·
Jamaica ·
Mexico ·
Nicaragua ·
Panama ·
Saint Kitts en Nevis ·
Saint Lucia ·
Saint Vincent en de Grenadines ·
Suriname ·
Trinidad en Tobago ·
Turks- en Caicoseilanden
GFF · A-internationals · Olympisch elftal · Guyaans vrouwenelftal
Amerikaanse Maagdeneilanden ·
Anguilla ·
Antigua en Barbuda ·
Aruba ·
Bahama's ·
Barbados ·
Belize ·
Bermuda ·
Bolivia ·
Cambodja ·
Costa Rica ·
Cuba ·
Dominica ·
Dominicaanse Republiek ·
El Salvador ·
Ethiopië · 
Grenada ·
Guatemala ·
Haïti ·
India ·
Indonesië ·
Jamaica ·
Kaaimaneilanden ·
Kaapverdië ·
Mexico ·
Montserrat ·
Nederlandse Antillen ·
Panama ·
Puerto Rico ·
Saint Kitts en Nevis ·
Saint Lucia ·
Saint Vincent en de Grenadines ·
Suriname ·
Trinidad en Tobago ·
Turks- en Caicoseilanden ·
Verenigde Staten